# Say tàu xe
Say tàu xe (hay say sóng, buồn nôn và nôn do say tàu xe) là một phản ứng bình thường trước những kích thích xảy ra khi đi tàu xe, mà bản thân không thích nghi được. Say tàu xe bao gồm tất cả các loại vận chuyển như: say tàu biển, say ô tô, say tàu hỏa, say máy bay.
Nguyên nhân của chứng say tàu xe là do bộ phận nhạy cảm giữ thăng bằng trong tai bị kích thích khác thường, hoặc do não bộ nhận tín hiệu từ mắt nhưng không đồng nhất với tín hiệu từ tai (thí dụ đi tàu mà không có cửa sổ: tai cho biết đang di chuyển, trong khi mắt thì cho cảm giác là không di chuyển).

## Triệu chứng
Đây là một dạng chóng mặt mà những triệu chứng tự động đóng vai trò chủ đạo, các triệu chứng gồm: buồn nôn, nôn ói, tái mặt, đổ mồ hôi, nhiều nước bọt, ngáp, khó chịu, thở sâu và mạnh.

## Phòng chống
Các thuốc chống nôn dùng dự phòng có tác dụng tốt hơn là để chữa khi đã buồn nôn và nôn. Thuốc chính là các chất kháng muscarinic hyoscine và một số kháng histamin tác dụng lên thần kinh trung ương.
Để dự phòng ngắn hạn việc say tàu xe, thuốc được chọn là hyoscine hydrobromide dùng đường uống, dùng thuốc 30 phút trước khi di chuyển, sau đó 6 giờ lại dùng thuốc lần 2 nếu cần. Hoặc tiêm dưới da hyosin dưới dạng thuốc giải phóng chậm sẽ kéo dài được thời gian tác dụng, nhưng phải tiêm vài giờ trước khi di chuyển.
Các thuốc kháng histamin có hiệu quả kém hyoscin đôi chút trong việc chống say tàu xe, nhưng dung nạp tốt hơn, thông thường dùng theo đường uống. Các kháng histamin thường dùng gồm có: cinnarizin, cyclizin, dimenhydrinat, meclozin, promethazin. Các thuốc này có tác dụng giống nhau, nhưng thời gian bắt đầu tác dụng và tác dụng bao lâu thì khác nhau.

## Các thuốc có tác dụng chống nôn nhưng không tác dụng trong say tàu xe
Các thuốc này gồm các chất đối kháng dopamine như domperidon, metoclopramid và chlorpromazine, và các chất đối kháng thụ thể 5-HT3 như ondansetron.